# Stara Synagoga w Gorzowie Wielkopolskim
Stara Synagoga w Gorzowie Wielkopolskim – nieistniejąca synagoga znajdująca się w Gorzowie Wielkopolskim przy dzisiejszej ulicy Łazienki, dawnej Baderstrasse.
Synagoga została zbudowana w latach 1752–1755, najprawdopodobniej na miejscu starej synagogi. W 1853 roku budynek ze względu na fatalny stan techniczny został rozebrany, a na jego miejscu wzniesiono nową, murowaną synagogę.